# Senador José Bento
Pour les articles homonymes, voir Senador et Bento (homonymie).
Senador José Bento est une municipalité brésilienne de l'État du Minas Gerais et la microrégion de Pouso Alegre.